# 武汉轨道交通19号线
武汉轨道交通19号线工程是武漢第四期建设规划线路，起于武汉站西广场，线路沿武东路、花城大道、花山大道、光谷五路走行，串联杨春湖副中心、青山区武东、花山生态城、光谷中心城，止于新月溪公园站，线路全长约23.3km，设车站7座，全为地下站。2023年召开的武汉市第十五届人民代表大会第二次会议上，《政府工作报告》提出，2023年将建成19号线。2023年12月30日上午10时28分，19号线开通初期运营。
武汉轨道交通19号线工程在大长山路与花山大道路口西南象限地块设花山车辆段，新建主变电所两座，分别与新港线、13号线共用，控制中心设于国博生产指挥中心。线路列车采用市域A型车。

## 沿革

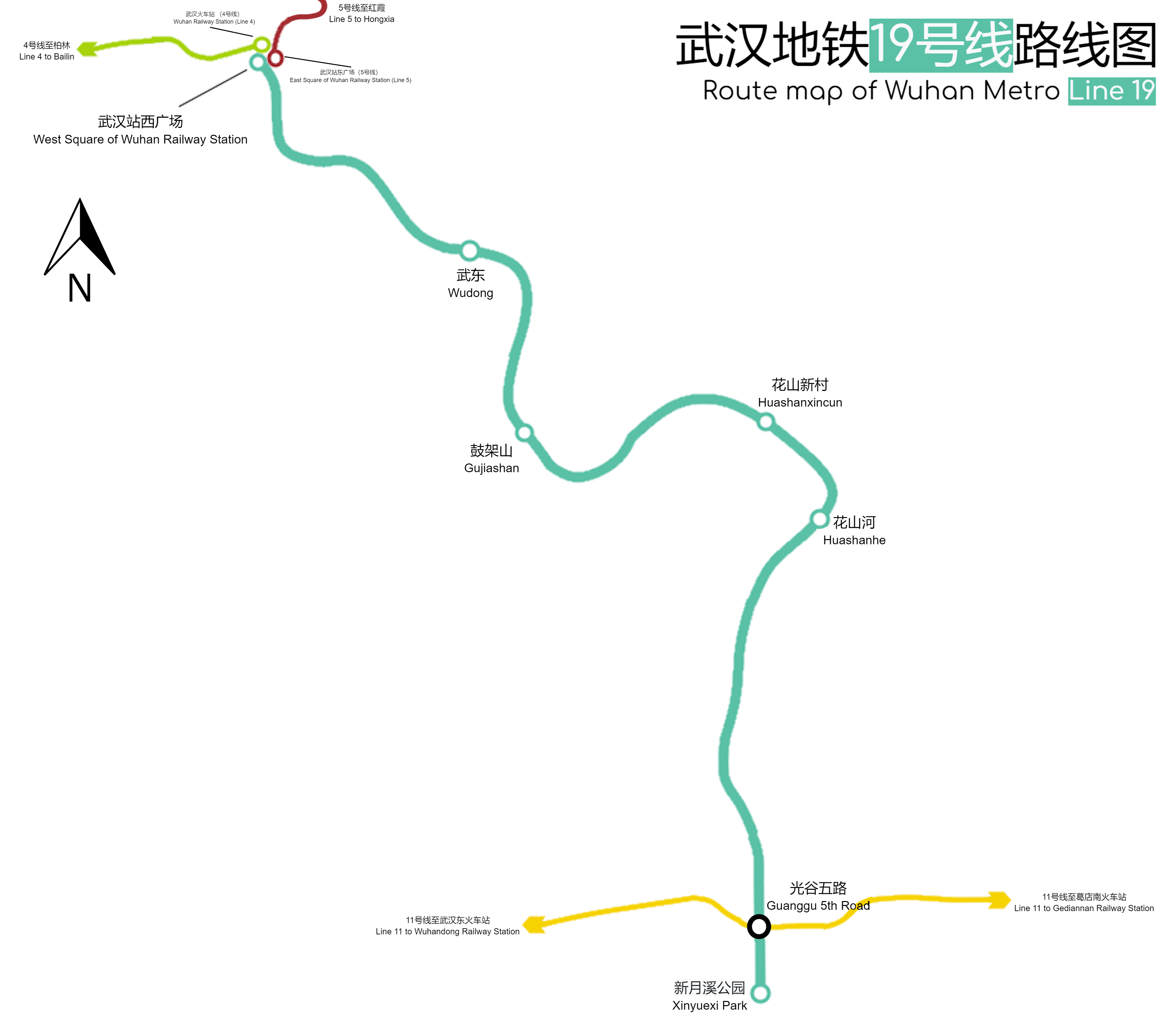
19号线路线图

2019年2月19日，武汉轨道交通19号线正式开工建设。
2020年6月30日，武汉轨道交通19号线武汉火车站开工。12月30日，“花山壹号”盾构机刀盘缓缓转动，整体向前掘进，开启花山新城站至花山河站区间右线的“地下之旅”。首台盾构机始发，标志着武汉地铁19号线正式进入隧道施工阶段。
2021年7月8日，武汉地铁19号线花山河站—光谷五路站区间右线盾构机顺利始发。11月4日，鼓花区间左线盾构顺利始发。11月18日，花山车辆段出入段线右线盾构机顺利始发，全线同步掘进盾构机数量达到6台，标志着该线隧道掘进施工正式进入全面冲刺阶段。11月25日，花山河站主体结构实现顺利封顶，这是该线第3个实现主体结构封顶的车站。
2022年4月20日，武汉地铁19号线武汉火车站—武东站区间正式进入掘进施工阶段。5月27日，花山河站-1号竖井段右线，“晴川号”盾构机历时320天，自花山河站南端头始发，在沿花山大道向南挺进途中，成功实现在长约2千米的区间内，地铁盾构连续两次下穿运营中的国铁并顺利接收。7月18日，花山河站～光谷五路站区间4号竖井至光谷五路站段右线“晴川号”盾构机顺利始发，这是该台盾构在同一区间转场后的第二次始发。8月10日，“武汉壹号”盾构机历时260天的长途跋涉，安全、顺利实现了花山车辆段出入段线区间右线隧道贯通。9月8日，“知音号”盾构机从花山河站～光谷五路站区间4号竖井始发，标志着该区间正式进入双线掘进施工阶段；9月11日，“花山贰号”盾构机刀盘破洞而出，至此花山车辆段出入段线区间左线隧道顺利贯通，成功实现双线贯通。11月18日，长达2.6km的矿山段区间顺利贯通，为确保按期开通奠定了坚实基础。12月13日，花山河站至光谷五路站区间右线顺利贯通。12月15日，正线全面进入铺轨施工阶段。
2023年1月5日，武汉地铁19号线武东站施工现场最后一方混凝土浇筑完毕，车站主体结构正式封顶，提前2个月完成节点目标。这是全线7座车站完成封顶的第5座。1月12日，武汉地铁最长地下区间——花山河站至光谷五路站最后一段隧道打通，至此该区间隧道全部贯通。3月9日，鼓架山站至花山新城站区间隧道双线贯通。4月18日，武汉地铁19号线体量最大、结构最复杂的武汉火车站西广场站主体结构顺利封顶，标志着该线7座车站主体结构全部完工。6月23日，武汉地铁19号线实现全线隧道贯通。7月28日，武汉地铁19号线全线轨道铺设完成。9月14日上午，武汉轨道交通19号线工程验收通过，标志着19号线工程已基本具备空载试运行条件。9月21日，武汉地铁轨道交通19号线历时2个月模拟环境测试，信号系统成功接入城轨云平台。12月15日，武汉轨道交通19号线工程顺利通过初步竣工验收。12月20日，武汉轨道交通19号线工程顺利通过初期运营前安全评估，标志着该线具备初期运营开通条件。
2023年12月30日上午10时28分，19号线开通初期运营。

## 车站
- 武汉站西广场站站厅
- 武汉站西广场站站台
- 新月溪公园站站台
- 花山新城站站台
- 花山新城站站厅
- 光谷五路站站厅

| 武汉站西广场 | West Square of Wuhan Railway Station | 0     | 0      | 洪山区     | 武汉火车站： █ 4号线 武汉站东广场站： █ 5号线 | 地下双岛式月台 | 2023/12/30 |
| 武东         | Wudong                               | 4.952 | 4.952  | 青山区     |                                               | 地下岛式月台   | 2023/12/30 |
| 鼓架山       | Gujiashan                            | 3.551 | 8.503  | 洪山区     |                                               | 地下岛式月台   | 2023/12/30 |
| 花山新城     | Huashanxincheng                      | 4.431 | 12.934 | 东湖高新区 |                                               | 地下岛式月台   | 2023/12/30 |
| 花山河       | Huashanhe                            | 1.981 | 14.915 | 东湖高新区 |                                               | 地下岛式月台   | 2023/12/30 |
| 光谷五路     | Guanggu 5th Road                     | 6.758 | 21.673 | 东湖高新区 | █ 11号线                                      | 地下侧式月台   | 2023/12/30 |
| 新月溪公园   | Xinyuexi Park                        | 1.013 | 22.686 | 东湖高新区 |                                               | 地下岛式月台   | 2023/12/30 |

### 换乘站
- 武汉火车站/武汉站东广场/武汉站西广场：武汉火车站是4号线车站，位于国铁武汉站正下方；武汉站东广场站是5号线车站，位于国铁武汉站东广场；武汉站西广场站是19号线车站，位于国铁武汉站西广场。三站各自独立，需出站换乘。2025年7月31日，3站之间开通虚拟换乘，可持同一单程票、储值卡或乘车码在30分钟内出站前往另一站进站连续计费。[31]
- 光谷五路：11、19号线的换乘站。换乘方式为十字节点换乘。